# The Argyle Case (film, 1917)
Pour l’article homonyme, voir The Argyle Case (film, 1929).
The Argyle Case est un film américain réalisé par Ralph Ince, sorti en 1917.

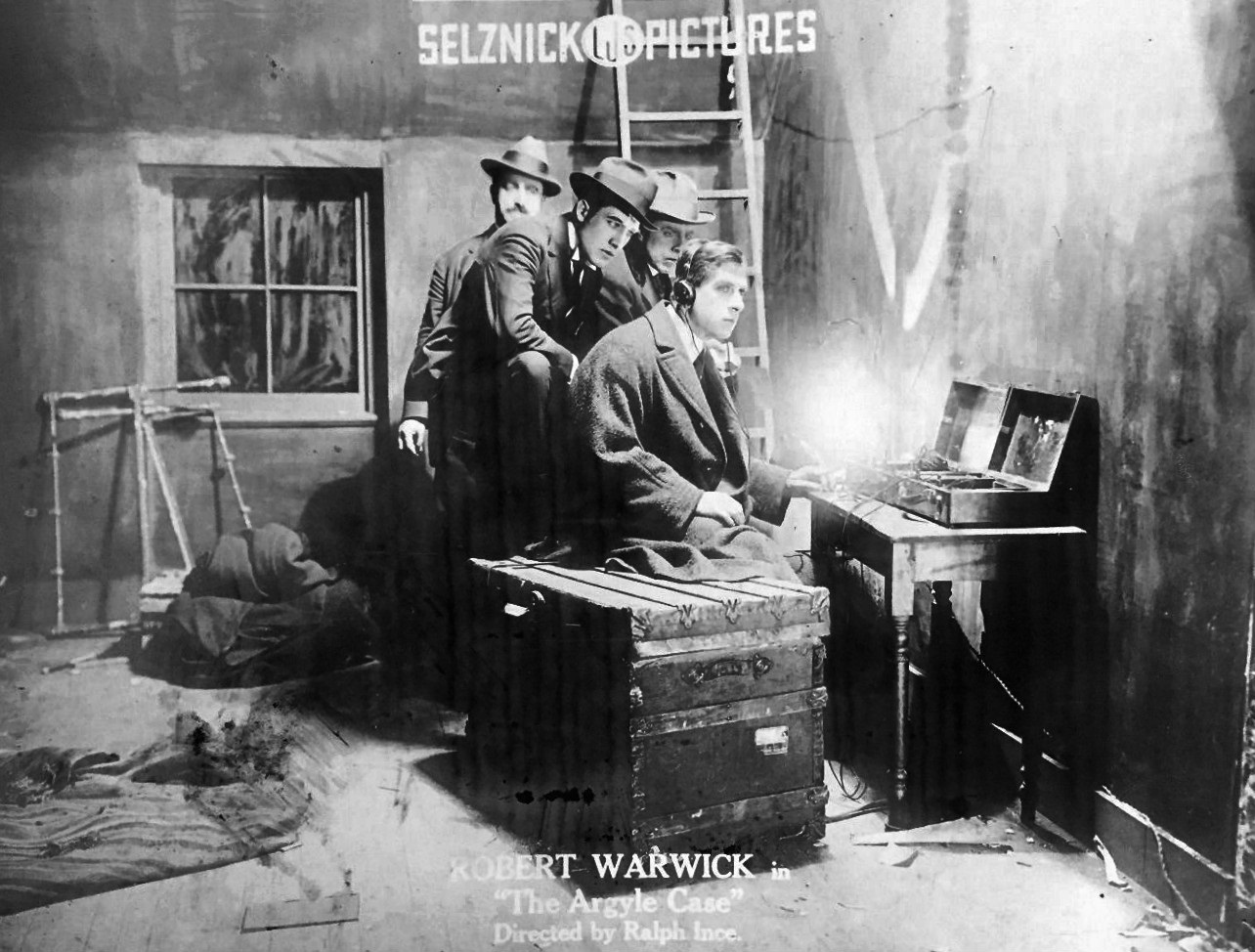
Carte promotionnelle du film.

Basé sur une pièce de 1912, il a fait l'objet d'une version parlante en 1929.

## Fiche technique
- Réalisation : Ralph Ince
- Scénario : Frederic Chapin, Ralph Ince d'après la pièce The Argyle Case d' Harriet Ford et Harvey J. O'Higgins
- Producteur : Robert Warwick
- Photographie : André Barlatier
- Distributeur : Selznick Pictures
- Durée : 7 bobines
- Date de sortie : février 1917

## Distribution
- Robert Warwick : Asche Kayton
- Charles Hines : Joe Manning
- Frank McGlynn :John Argyle
- Arthur Albertson : Bruce Argyle
- Gazelle Marche : Nan Thornton
- Elaine Hammerstein : Mary Mazuret
- John Fleming : Inspecteur Dougherty
- H. Cooper Cliffe : Frederick Kreisler
- Mary Alden : Nellie Marsh
- Robert Vivian : Finley
- Frank Evans : Mr. Hurley